# Epitriche
Epitriche é um género botânico pertencente à família Asteraceae.